# آلاکولا، شهرستان لعانه
الاکولا، بخش بخش لعان (به لاتین: Alaküla, Lääne County) یک روستا در استونی است که در دهستان لیهولا واقع شده‌است.